# Stelmocrypton
Stelmocrypton là chi thực vật có hoa trong họ Apocynaceae.